# 星系际旅行

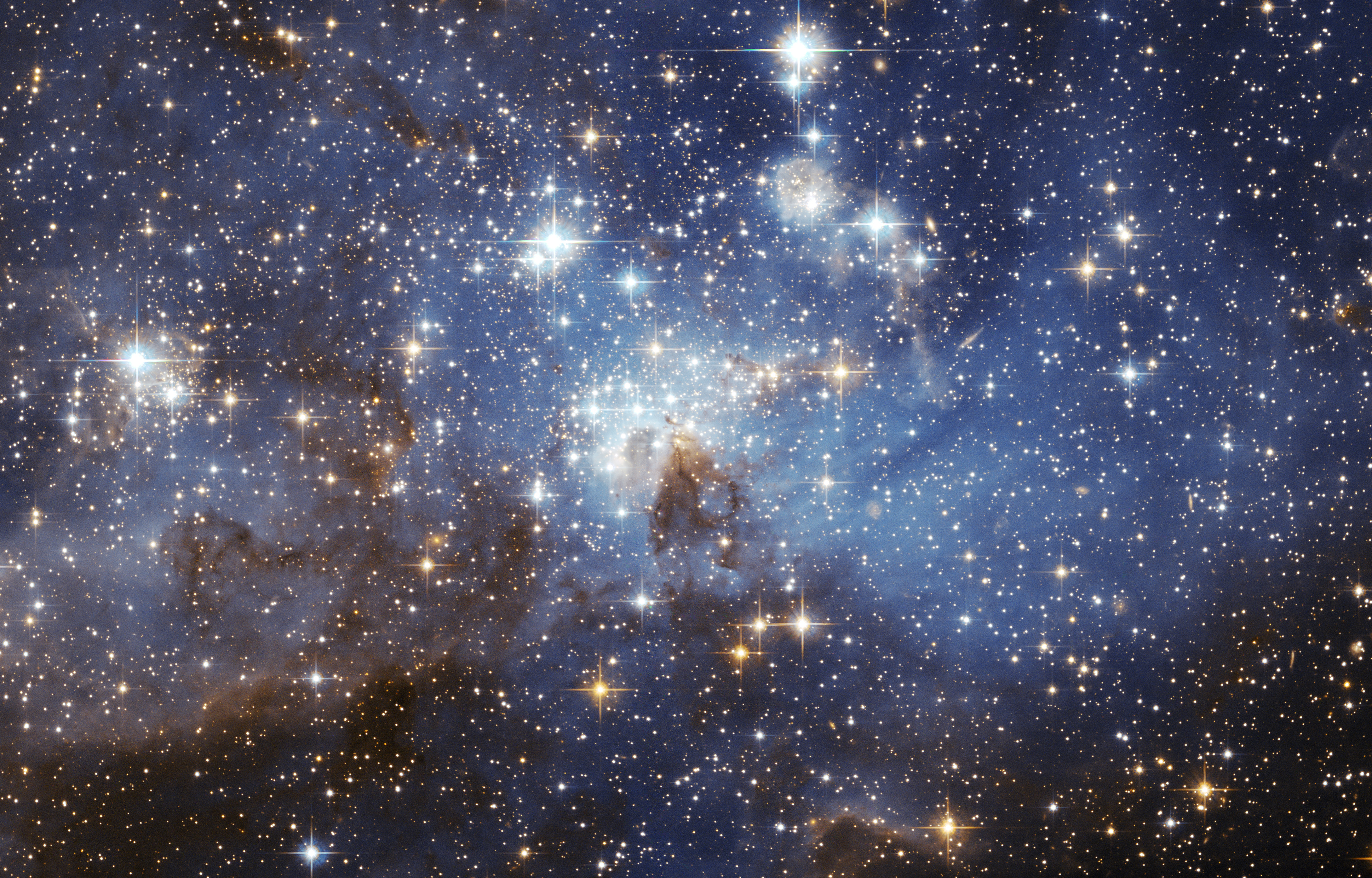
矮星系大麦哲伦星系中的恒星,距离地球160,000光年，是离银河第三近的星系。

星系际旅行（英語：Intergalactic travel）是在星系间的空间旅行。由于在银河系和最近的星系之间都有相对无比巨大的距离，这样的旅行需要的技术远远超过恒星际旅行。
星系间的距离是恒星间距的大约一百万倍（6个数量级）。在人的寿命限制下进行星系间旅行的可行技术，远远超出了人类目前的能力，目前仅仅是理论假设和科幻小说的题材。

## 星系际旅行的困难和可行方案
涉及到人类的星际旅行以现代工程能力来说是不切实际的，被认为纯属科幻。这需要远超目前可能的技术能力的推进手段来使大型宇宙飞船加速到接近光速。虽然光从地球发射到仙女座星系需要254万年，但是利用尺缩效应，旅行者所经历的时间可以任意的短。光速以下的旅行者所经历的时间取决于他们的速度和旅行距离。
如果飞船的速度不能达到相对论速度，那么在星系际旅行过程中则会产生导航上的困难。由于旅行的时间足够的长，以至于星系和恒星的运动需要仔细计算，才能准确到达目的地。没有相对论效应，飞船需要额外的生命维持系统来支持人类繁衍成千上万代的时间来度过漫长的旅程。另一种可行的方案是使用冬眠技术。
狭义相对论限制了任何物体都不能超过光速，所以看起来最好的星系旅行方案就是以接近光速的飞船跨越上百万光年的距离。科幻小说中常常利用一些概念中的旅行手段，比如虫洞和超空间，来进行短时间的星系际旅行。
曲速引擎是另一种高度假设性的，推动飞船以超光速运行的方案。飞船本身并没有快过光速，超过光速的是空间本身。但是目前还没有已知的手段可以产生推动飞船的空间波动，不过概念本身符合狭义相对论和光速限制。
量子力学的量子纠缠实验提供了瞬时到达的量子传输的可能性。

## 自然星系际旅行
理论提出于1988年，发现于2005年。存在恒星以超过银河系逃逸速度的速度运动，朝向星系际空间。他们产生的一种理论是银河系核心的超大质量黑洞平均每十万年发射出一颗高速恒星。到2010为止，已经有16颗超高速星被发现。在星系际空间中发现的星系际尘埃也被认为是从星系中发射出去的物质。

## 临近星系

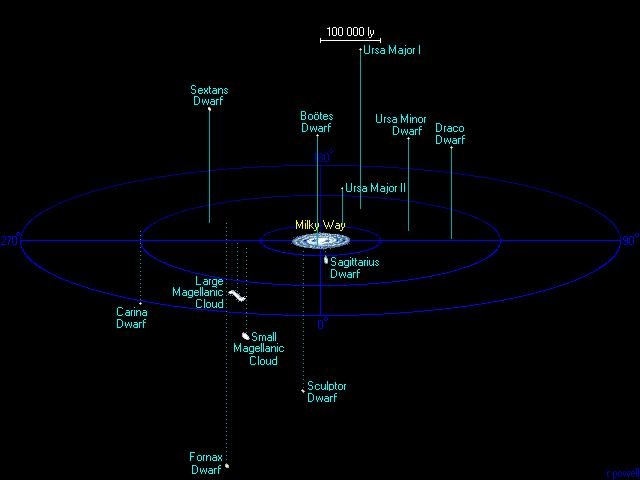
银河系與卫星星系图。

## 腳註與參照
1. ↑  Moskowitz, Clara. . Space.com. 2009-05-06  [2022-05-08]. （原始内容存档于2022-05-08） （英语）.
2. ↑  Alcubierre, Miguel. . Classical and Quantum Gravity. 1994-05-01, 11 (5): L73–L77  [2022-05-08]. Bibcode:1994CQGra..11L..73A. ISSN 0264-9381. arXiv:gr-qc/0009013 . doi:10.1088/0264-9381/11/5/001. （原始内容存档于2022-06-02）.
3. ↑  Hills, J. G. . Nature. 1988-02, 331 (6158): 687–689  [2022-05-08]. Bibcode:1988Natur.331..687H. ISSN 0028-0836. doi:10.1038/331687a0. （原始内容存档于2022-05-08） （英语）.
4. 1 2  .   [2012-09-16]. （原始内容存档于2012-11-14）.
5. ↑  Brown, Warren R.; Geller, Margaret J.; Kenyon, Scott J.; Kurtz, Michael J. . The Astrophysical Journal. 2005-03-20, 622 (1): L33–L36  [2022-05-08]. Bibcode:2005ApJ...622L..33B. ISSN 0004-637X. arXiv:astro-ph/0501177 . doi:10.1086/429378. （原始内容存档于2022-05-08） （英语）.
6. ↑  Edelmann, H.; Napiwotzki, R.; Heber, U.; Christlieb, N.; Reimers, D. . The Astrophysical Journal. 2005-12-01, 634 (2): L181–L184  [2022-05-08]. Bibcode:2005ApJ...634L.181E. ISSN 0004-637X. arXiv:astro-ph/0511321 . doi:10.1086/498940. （原始内容存档于2022-05-08） （英语）.
7. ↑  Bailey, M. E.; Williams, D. A. . CUP Archive. 1988-12-15: 509  [2022-05-08]. ISBN 978-0-521-35580-3. （原始内容存档于2022-05-08） （英语）.